# フォビドゥン澁川
フォビドゥン 澁川（フォビドゥン しぶかわ）は、日本の漫画家。北海道出身、在住。

## 略歴
- 2011年、第119回ヤングジャンプ月例MANGAグランプリ・GAG部門にて、『こんかつ』で準グランプリを受賞。同年、『ミラクルジャンプ』（集英社）No.4に読切作品『アンウェルカム』が掲載され、商業誌デビューを果たす。
- 2012年、『ミラクルジャンプ』および『週刊ヤングジャンプ』（集英社）にて、『パープル式部』が読切として掲載。その後、約2年間の不定期掲載[2]を経て、同誌2014年27号から2015年31号まで、同作品を連載。
- 2016年、『週刊ヤングジャンプ』にて、同誌の人気連載作である『テラフォーマーズ』のスピンオフ作品『てらほくん』を短期集中連載。

## 人物
- 『パープル式部』の連載当初、友人からは『源君物語』[3]の作者であると勘違いされていた[4]。その後『週刊ヤングジャンプ』2015年2号において、両作品のコラボ企画が実現した[5]。
- アクション映画『ダイ・ハード』のファンである[6]。

## 作品リスト

### 漫画作品

#### 連載
- パープル式部（『週刊ヤングジャンプ』2014年27号 - 2015年31号）
  - バーチャル式部（『となりのヤングジャンプ』2014年10月16日 - 2015年2月5日） - 上記タイトルのスピンオフ作品、未単行本化。
- てらほくん（『週刊ヤングジャンプ』2016年6・7合併号 - 2016年20号） - 貴家悠・橘賢一の漫画作品『テラフォーマーズ』のスピンオフ作品。
- スナックバス江（『週刊ヤングジャンプ』2017年33号[7] - 2025年26号[8]）

#### 読み切り
- アンウェルカム（『ミラクルジャンプ』No.4） - 『パープル式部読切集 花の巻』に収録。
- たよりGUY（『週刊ヤングジャンプ』2012年27号） - 『パープル式部読切集 花の巻』に収録。
- こんかつ（『ミラクルジャンプ』No.6）
- パープル式部（『ミラクルジャンプ』No.8、『週刊ヤングジャンプ』2012年42号、他多数）
- グレイテスト・ヒッツ・コンボイ（『週刊ヤングジャンプ』2015年32号）
- 干物妹！うまるちゃん大好きおじさん（『週刊ヤングジャンプ』2015年35号） - 『干物妹!うまるちゃん』を題材にした作品。
- メタルソルジャー3D（『週刊ヤングジャンプ』2015年38号）
- 現代健康浪漫譚 柳生健康帳（『週刊ヤングジャンプ』2015年42号）
- おなかゆるゆる探偵（『ミラクルジャンプ』2016年3月号） - 『てらほくん』に収録。
- てらほくんvsアイアムアヒーロー（『週刊ヤングジャンプ』2016年20号） - 『てらほくん』に収録。
- アリスvs不思議の国（『週刊ヤングジャンプ』2016年49号）
- 白銀ノエル大好きおじさん（『週刊ヤングジャンプ』2023年14号[9]） - 白銀ノエルを題材にした作品。

### 書籍
- 『パープル式部』、集英社〈ヤングジャンプ コミックス〉2014年 - 2015年、全2巻
- 『パープル式部読切集 花の巻』、集英社〈ヤングジャンプ コミックス〉2014年、読切集[10]
- 『てらほくん』、集英社〈ヤングジャンプ コミックス〉2016年、全1巻
- 『スナックバス江』、集英社〈ヤングジャンプ コミックス〉2018年 - 2025年、全18巻

### その他
- 『浦安鉄筋家族』シリーズ30周年記念お祝いイラスト（『週刊少年チャンピオン』2023年10号[11]）